# Пожемаю (приток Сыни)
Пожемаю (устар. Пожема-Ю) — река в Шурышкарском районе Ямало-Ненецкого АО. Устье реки находится на 182-м км левого берега реки Сыня. Длина реки 50 км, в 24 км по правому берегу впадает приток Грубешор, в 25 км по левому — Рузянияшор.

## Данные водного реестра
По данным государственного водного реестра России относится к Нижнеобскому бассейновому округу, водохозяйственный участок реки — Обь от впадения реки Северная Сосьва до города Салехард, речной подбассейн реки — бассейны притоков Оби ниже впадения Северной Сосьвы. Речной бассейн реки — (Нижняя) Обь от впадения Иртыша.